# Пам'ятники Кишинева
Пам'ятники Кишинева — столиці Молдови.

## Доба Незалежності

### Пам'ятник Штефану Великому

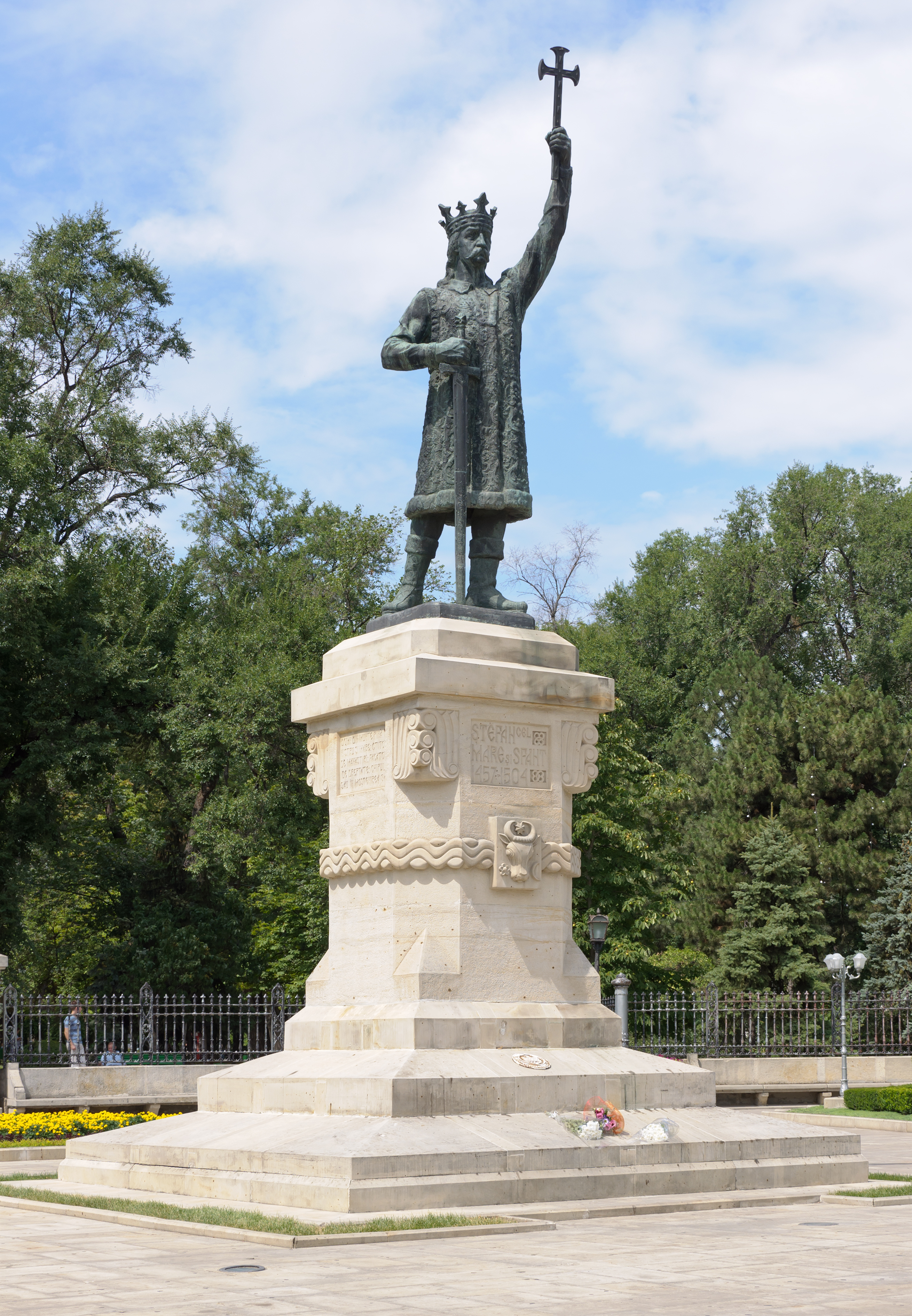
Пам'ятник Штефану Великому

Пам'ятник молдавському господареві Стефану Великому («Штефану чол Маре»), який правив Молдовою з 12 квітня 1457 року по 2 липня 1504 року, встановлено біля головного входу в парк «Штефан чел Маре» з боку Площі Великого Національного Зібрання, на бульварі. Штефана чел Маре у Кишиневі.
Стефан Великий зображений у короні та багатому вбранні молдавського господаря. Матеріалом для постаменту став камінь з косоуцького кар'єру.
1923 року скульптору Олександру Племедяле було запропоновано розробити проект пам'ятника Штефану чел Маре. За основу для роботи над портретом скульптор взяв мініатюру, датовану 1475 роком, знайдену ним у Хуморському монастирі (на території сучасної Румунії), зображення якої вважалося написаним із натури.
У 1927 році пам'ятник був відлитий у бронзі та встановлений в одному із найстаріших парків Кишинева (нині парк «Штефана чел Маре»). Архітектурне оформлення пам'ятника було виконано у проекті Є. О. Бернардацці.

### Пам'ятник Васіле Александрі

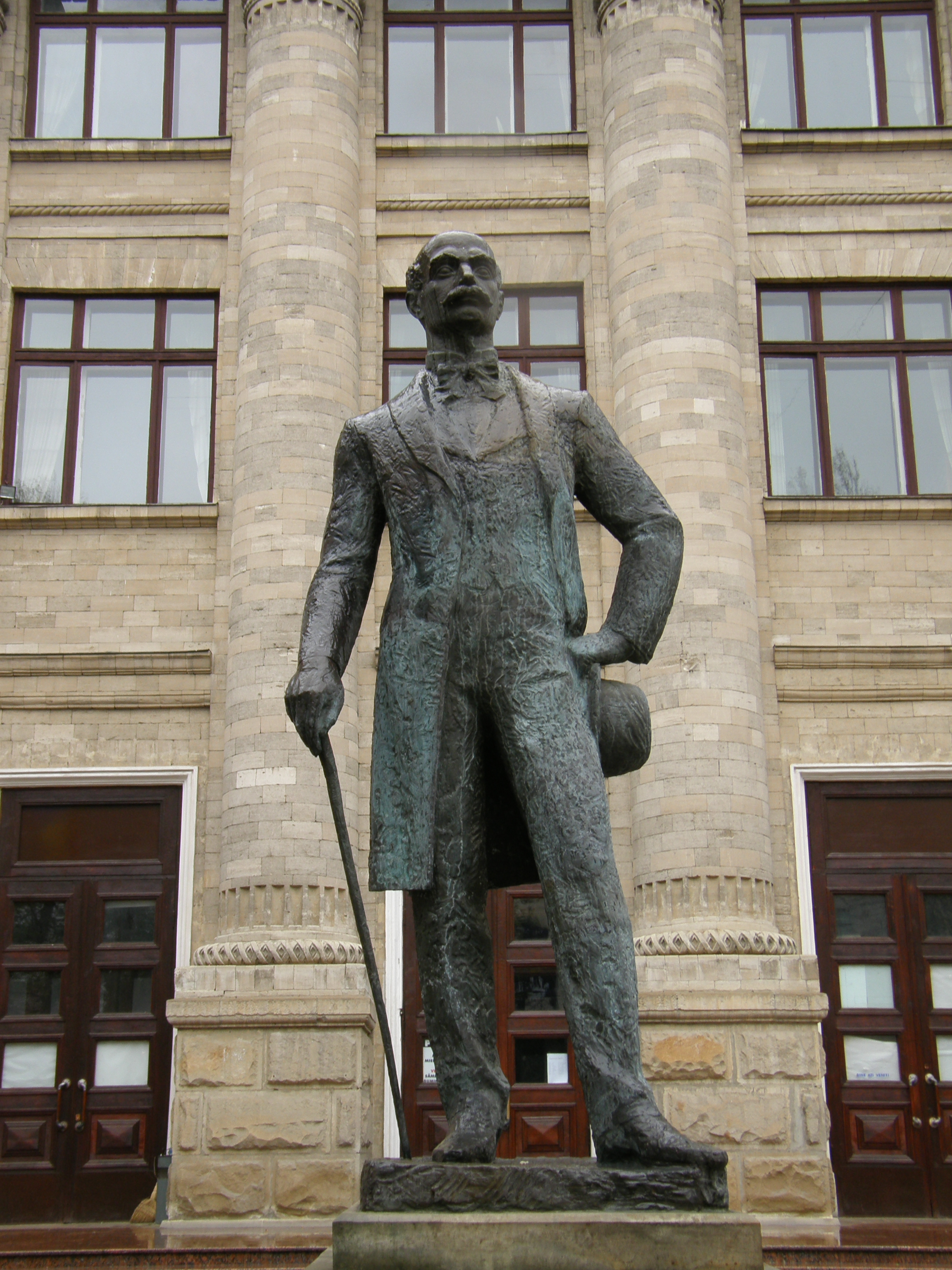
Пам'ятник Васіле Александрі перед будівлею Національної бібліотеки Молдови.

Пам'ятник присвячений поетові та драматургу румунської класичної літератури — Васіле Александрі. Статуя зроблена з бронзи і розташована перед будинком Національної бібліотеки Молдови.

### Меморіальні дошки на честь О.О.Бернардацці
Меморіальна дошка на честь Олександра Бернардацці встановлена на стіні кишинівської примарії. На ній зображено портрет архітектора та вирізьблено текст:
«Главный архитектор Кишинёва в 1856—1878 гг, почётный гражданин города. Здание построено в 1902 году и признан национальным памятником архитектуры. Авторы проекта: Александр Бернардацци, Митрофан Етади.

июль 2004»
Іншу меморіальну дошку на честь Бернардацці встановлено на стіні будівлі капели жіночої гімназії, побудованої під його керівництвом у 1895 році. Капела була реставрована в 1974 році.

### Пам'ятник пам'яті жертв депортацій комуністичного режиму

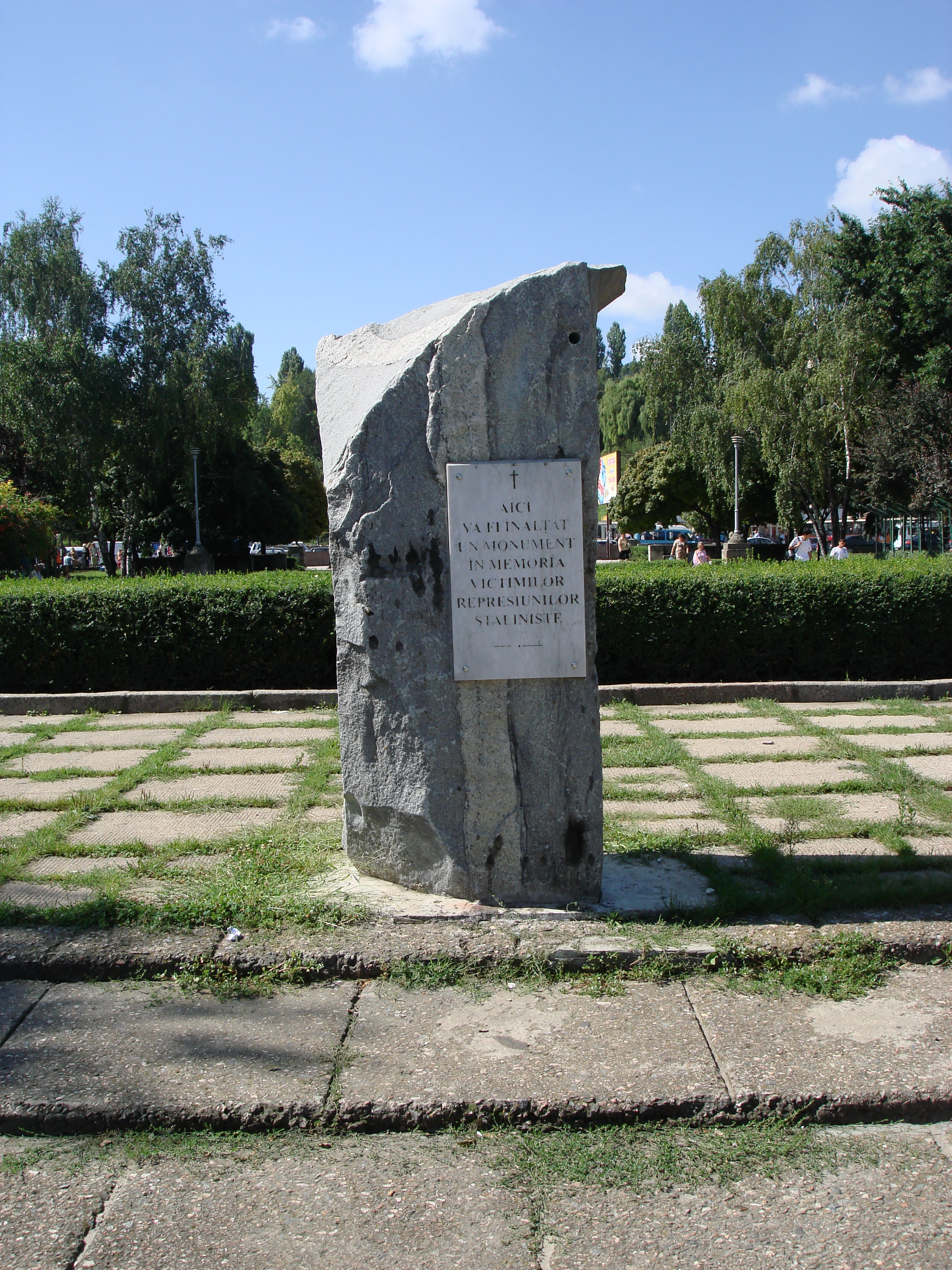
Плита на місці майбутнього пам'ятника жертвам сталінських репресій

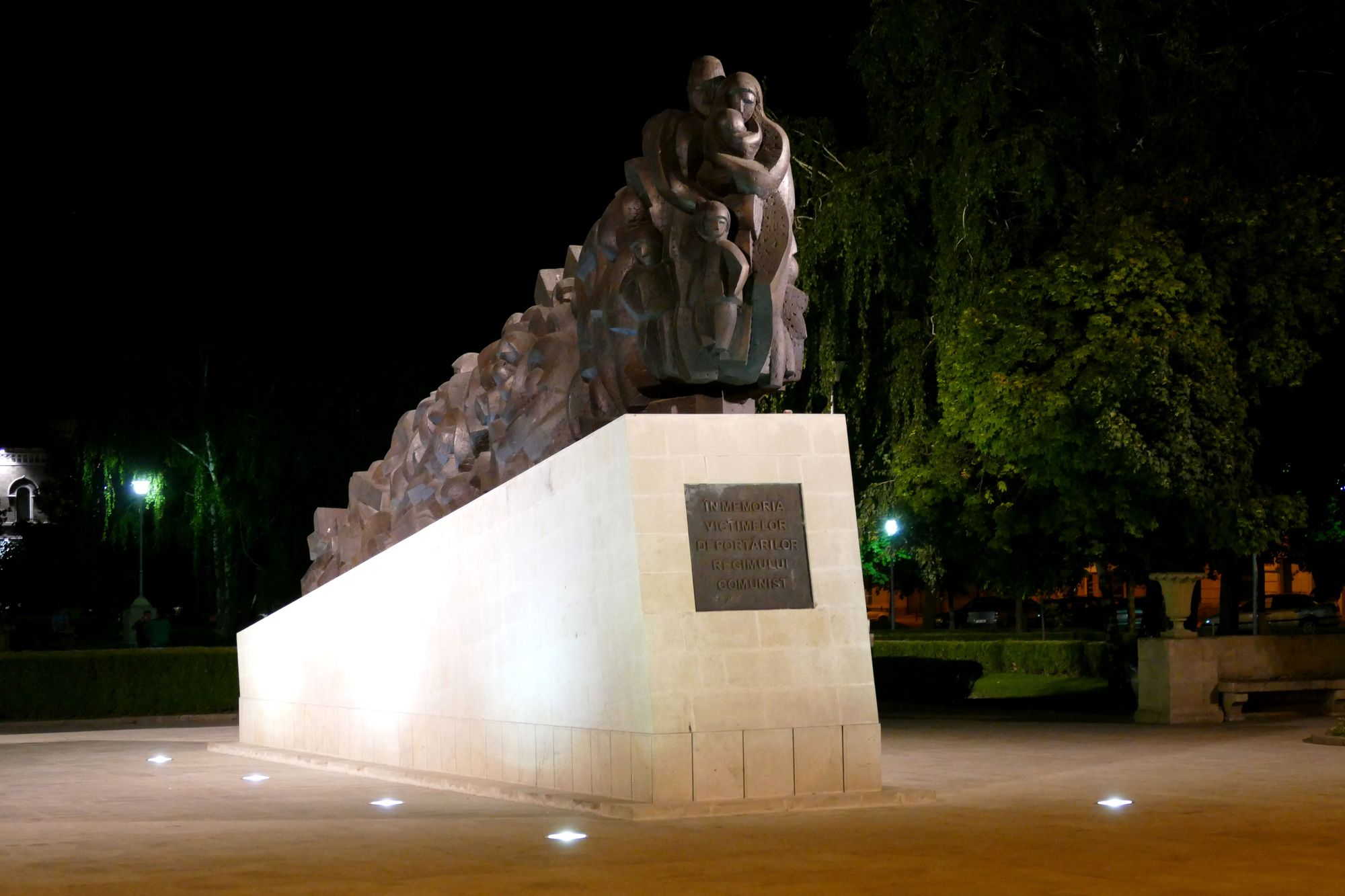
Пам'ятник депортованим

З 2006 року перед будівлею залізничного вокзалу, на Привокзальній площі (рум. Aleea Gării), планувалося звести пам'ятник жертвам сталінських репресій. До остаточної установки пам'ятника на його місці була встановлена кам'яна плита з написом «Aici va fi înalţat un monument in memoria victimilor represiunilor staliniste» («Тут буде зведено пам'ятник на згадку про жертв сталінських репресій»).
26 липня 2013 року пам'ятник, виготовлений у Білорусі, був встановлений у наміченому місці. Пам'ятник також називають — Поїзд болю («рум. Trenul Durerii»). Композиція являє собою людей, які тісно збилися в одну колону, вони зливаються, утворюючи поїзд. Розміри пам'ятника становлять 3 метри заввишки та 12 метрів завдовжки. Пам'ятник виготовлений із бронзи та важить 15 тонн. Скульптор — Юрій Платон.
Виготовлення пам'ятника та облаштування прилеглої території обійшлося у 25 мільйонів леїв.

### Меморіальний камінь «На згадку жертв радянської окупації та тоталітарного комуністичного режиму»

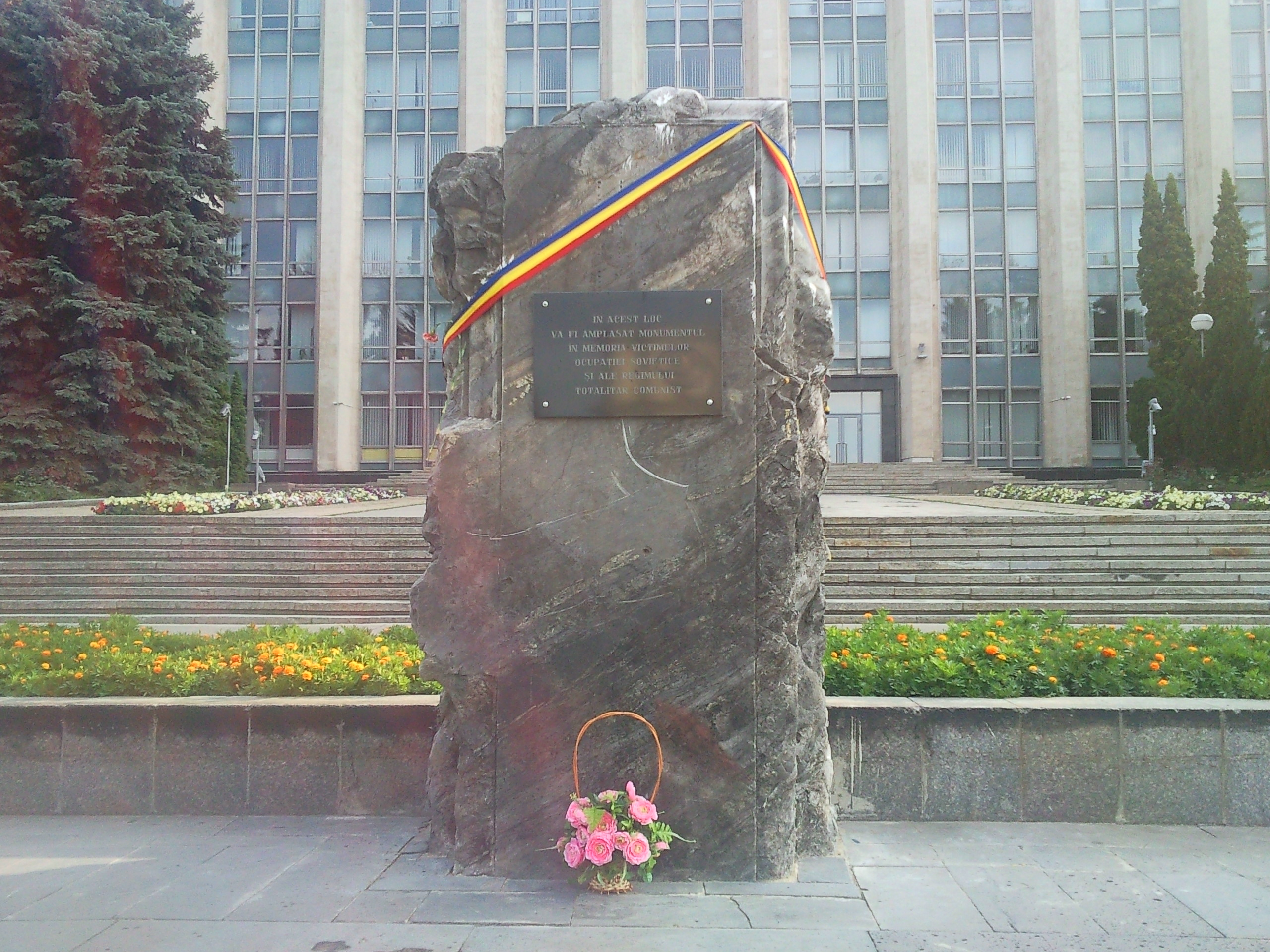
Меморіальний камінь «На згадку жертв радянської окупації та тоталітарного комуністичного режиму»

Розташований на площі Великих Національних Зборів. Напис румунською мовою говорить: «На згадку про жертви радянської окупації та тоталітарного комуністичного режиму». Камінь було встановлено у ніч на неділю, 27 червня 2010 року. До 1991 року на цьому місці стояла головна в республіці пам'ятник Леніну. Раніше цей камінь був лежачою стелою за аркою «Перемоги» на честь союзних республік. Усього їх було вісім: на кожній по дві союзні республіки і одна для СРСР.

### Синам вітчизни— священна пам'ять
Меморіальний комплекс пам'яті солдатів, які загинули в афганській війні, відкрито 20 травня 2007 року на бульварі Мирона Костіна на Ришканівці. Назва комплексу: «Синам батьківщини — священна пам'ять». Автори — скульптор Борис Дубровін та архітектор Василь Єремчук.
Комплекс являє собою скульптуру Скорботної матері і білі пілони, що височіє при вході у сквер, спрямовані в небеса. На рівні п'яти метрів від землі їх обрамляє терновий вінок, що виконаний з бронзи. У центрі — гранітна чаша у вигляді чорного тюльпану, куди можна буде покласти квіти та поставити свічки. Навколо монумента встановлені гранітні плити з іменами загиблих вояків. У верхній точці композиції поставлений хрест. Висота монумента — 15 метрів. Навколо меморіалу розкинувся каскад фонтанів. Замість старого асфальту укладено нову тротуарну плитку, оновлено та облагороджено газони, встановлено систему поливу, змінено зовнішнє освітлення.

## Радянська окупація

### Меморіальний комплекс «Вічність»

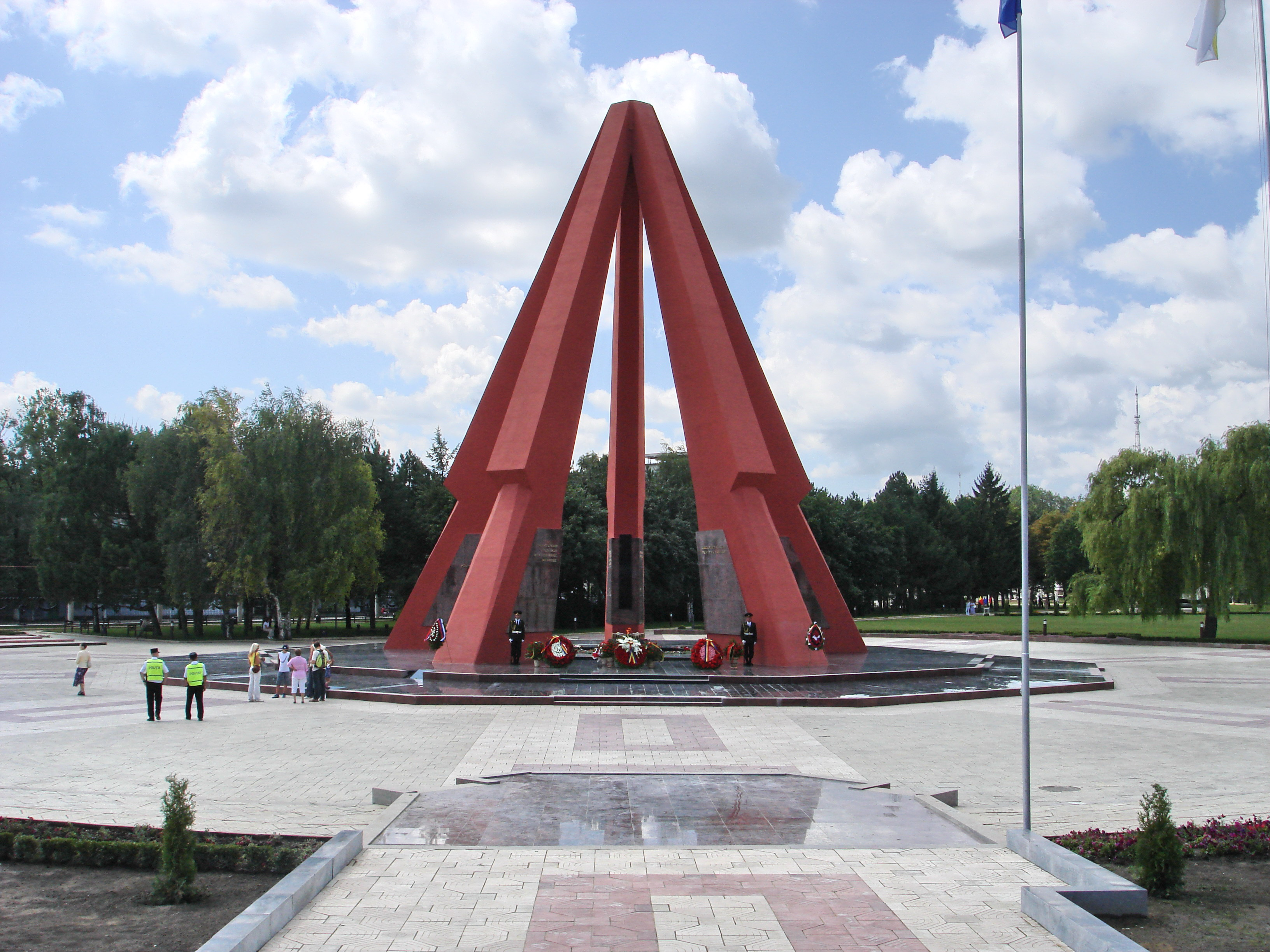

Меморіальний комплекс «Вічність» (рум. Eternitate) за радянських часів називався Меморіалом військової слави. Він був споруджений на згадку про воїнів, які загинули в боях за визволення Молдови та Кишинева від німецько-фашистських загарбників у роки Німецько-радянської війни. Відкриття меморіалу відбулося 9 травня 1975 року . Меморіал розташований вздовж вулиці П. Халіппа (колишня вулиця Маршала Малиновського).
Композицію Меморіалу Перемоги вінчає 25-метрова піраміда з п'яти стилізованих гвинтівок, яка об'єднує весь комплекс і водночас поділяє його на сектор військових поховань та площу для мітингів. В основі піраміди — велика п'ятикутна зірка, у центрі якої горить Вічний вогонь, запалений від Вічного вогню на старому військовому цвинтарі. Уздовж північно-західної сторони меморіалу розташовано шість кам'яних стел, на яких висічені скульптурні композиції, що символізують окремі етапи Німецько-радянської війни з першого дня до дня Перемоги. Біля підніжжя стел, уздовж алеї, розташовано 155 мармурових плит з іменами воїнів, що героїчно загинули. Територію меморіалу вимощено білими кам'яними плитами.
Автор меморіального комплексу архітектор Олександр Олексійович Мінаєв.
Виконавці барельєфів скульптори — О. Майко та І. Понятовський.
У квітні-серпні 2006 року відбулася реконструкція меморіального комплексу (архітектор — С. М. Шойхет; скульптор Ганенко Сергій Андрійович). На проведення робіт було виділено 35 млн леїв, у тому числі 22 млн леїв із національного та місцевого бюджетів. Решта суми являла собою внесок місцевих та зарубіжних економічних агентів.19[джерело?] Відкриття реставрованого меморіального комплексу відбулося 24 серпня 2006 року, у день визволення Молдови від німецько-румунських загарбників.

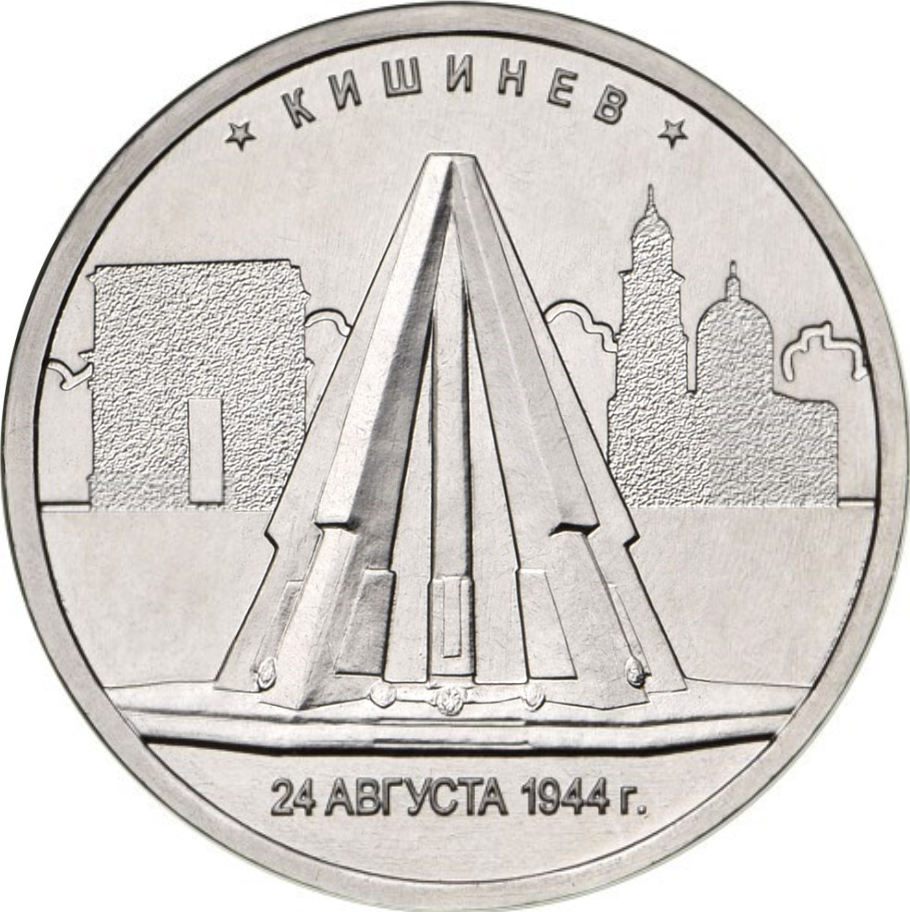
Монета Банку Росії 2016 року.

1 серпня 2016 року Центральним банком Росії була випущена п'ятирублева монета з серії «Міста—столиці держав, звільнені радянськими військами від німецько-фашистських загарбників», присвячена Кишиневу, на реверсі якої зображено меморіал на честь визволення Кишинева від фашистських загарбників у 1944 році, який є частиною Меморіального комплексу «Вічність». Кількість екземплярів — два мільйони.
Географічні координати: 47°0′30.59″ пн. ш. 28°49′58.35″ сх. д. / 47.0084972° пн. ш. 28.8328750° сх. д.

### Військовий меморіальний цвинтар
Військовий меморіальний цвинтар — місце поховання радянських воїнів та цивільних осіб, які героїчно загинули в роки Німецько-радянської війни. Розташоване з південно-східної частини центрального міського цвинтаря Кишинева та входить до складу Меморіалу Перемоги.
На території цвинтаря розташовані братські та окремі могили 300 осіб, які загинули під час захисту та визволення Кишинева від німецько-румунських загарбників. Тут розташовані могили Героя Радянського Союзу А. Г. Карманова, командира 176-го гвардійського стрілецького полку підполковника С. Ф. Резніченка та інших. На меморіальному цвинтарі поховані члени підпільних груп, які загинули у боротьбі з фашистськими окупантами, а також співробітники міліції (підполковник А. М. Баженов, старшина Л. І. Спектор та ін.), які загинули у мирний час під час виконання службових обов'язків. На деяких братських могилах встановлені обеліски та мармурові надгробні плити з іменами полеглих. У центрі цвинтаря споруджено символічний надгробок із чорного мармуру. На білій мармуровій дошці, встановленій на його лицьовому боці, висічено п'ятикутну зірку та напис: «Вічна пам'ять героям!». З обох боків встановлені дві мармурові плити з написом: «У братській могилі поховані воїни Радянської Армії, які загинули в боях за визволення Кишинева в серпні 1944 року».

### Пам'ятник Котовському

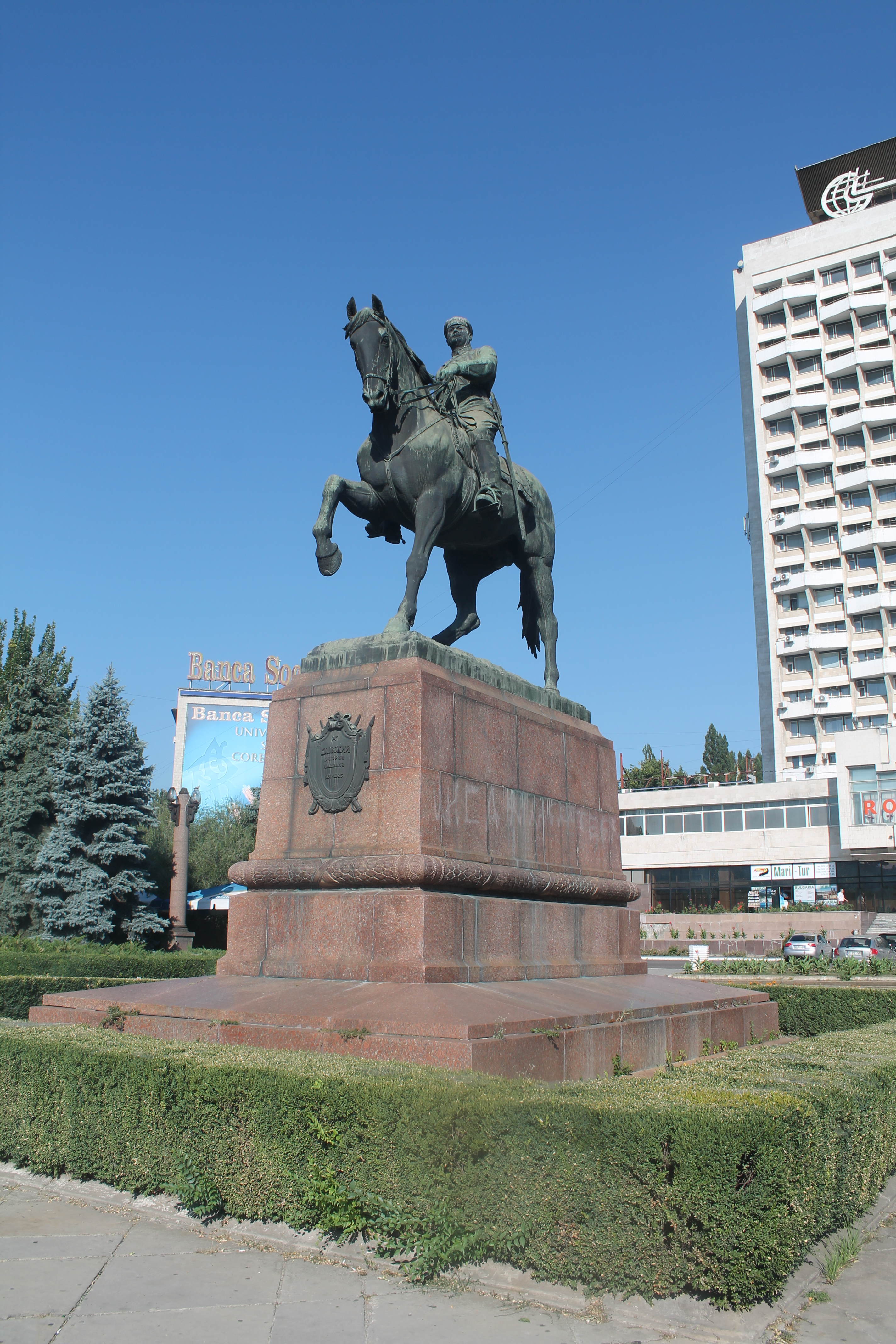
Пам'ятник Котовському

На поштовій листівці, випущеній артіллю Промхудожник до 1961 року, є інший ракурс пам'ятника. Установлено у 1954 році на площі Котовського у 36-ті роковини Радянської Армії. Цей пам'ятник був одним із перших монументальних пам'яток у післявоєнній Молдові. На масивному п'єдесталі з червоного граніту встановлено п'ятиметрову бронзову кінну статую. На лицьовій стороні постаменту розташований бронзовий щит, на якому вибито «Котовський Григорій Іванович. 1881—1925».
Групу скульпторів та архітекторів (К. Китайка, І. Першудшев, А. Посядо, Ф. Наумов) очолював Л. Дубіновський.
Спочатку планувався за проектом скульптора Л. Муравіна та архітектора Й. Каракіса у 1947 році.
Географічні координати: 47°0′48.60″ пн. ш. 28°51′18.20″ сх. д. / 47.0135000° пн. ш. 28.8550556° сх. д.

### Борцям за владу Рад

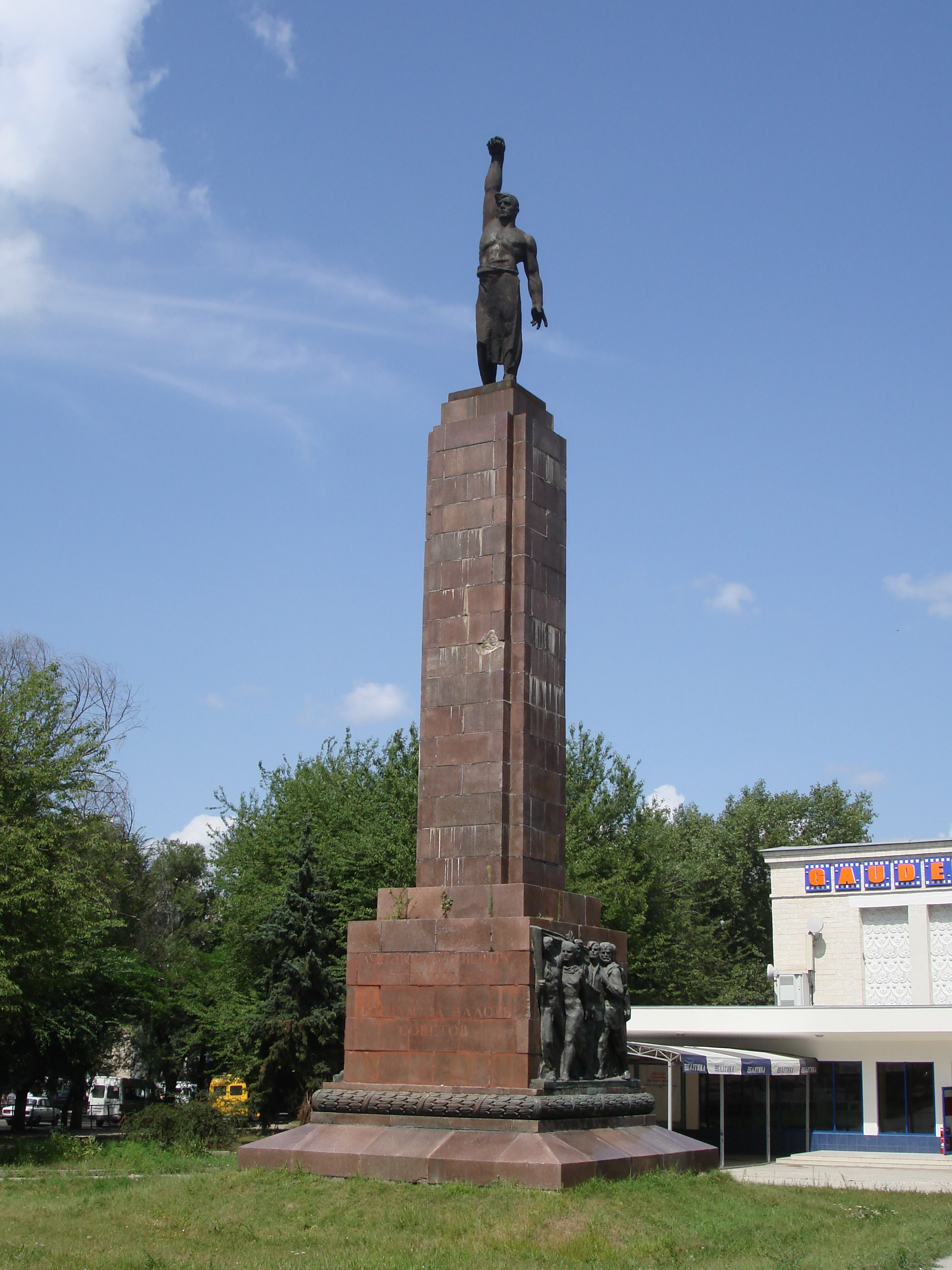
Борцям за владу Рад

Установлений У 1966 перед кінотеатром «Гаудеамус» (був. «40 років ВЛКСМ»). Відкрито напередодні святкування 500-річчя Кишинева, яке за радянською історіографією припадало на 1966 рік. Пам'ятник є 11-метровим прямокутним у плані постаментом з темно-червоного граніту, увінчаним 3-метровою бронзовою фігурою робітника — борця за народне щастя. Його права рука зі стиснутим кулаком піднята вгору. В основі колони — два барельєфи, що символізують боротьбу за Радянську владу в Молдавії. На постаменті напис: Автори пам'ятника — скульптори А. Майко, І. Понятовський, Л. Фітов.
Географічні координати: 47°0′27.37″ пн. ш. 28°49′40.05″ сх. д. / 47.0076028° пн. ш. 28.8277917° сх. д.

### Меморіальні знаки на залізничному вокзалі
24 квітня 1983 року на будівлі залізничного вокзалу було встановлено два меморіальних знаки з текстами: «На честь проводів російських військ та болгарських ополченців, що вирушили зі станції Кишинів 24 квітня 1877 року для участі у визволенні народів Балкан від османського іга» (Російсько-турецька війна (1877-1878)) і «На згадку про революційну боротьбу робітників і солдатів за владу Рад у Молдові 1 (14) січня 1918 року» (Румчород).

### Пам'ятник героям-комсомольцям
Встановлено на бульварі Ренаштерій (колишній проспект Молоді). Пам'ятник споруджений у 1959 році з ініціативи та коштом молоді республіки на честь юних патріотів, які загинули у боротьбі за свободу Радянської Молдови. Чотирикутна гранітна колона увінчана бронзовою скульптурою дівчини з палаючим смолоскипом у правій руці, що символізує Перемогу. У нижній частині колони — скульптурна група з п'яти фігур, що уособлюють безстрашність та стійкість радянської молоді. Висота пам'ятника — 14,5 м. Нині біля основи пам'ятника прикріплено табличку з написом «Eroilor Comsomolului Leninist».
Автори — скульптор Л. Дубіновський, архітектор Ф. Наумов.

## Російська імперія

### Пам'ятник Пушкіну
Задум спорудити в Кишиневі пам'ятник Пушкіну виник ще в 60-х роках XIX століття, проте тоді здійснити його не вдалося, хоча пожертвування було зібрано. У 1880 році кишинівці звернулися до скульптора Олександра Михайловича Опєкушина з проханням вибрати для міста пам'ятник Пушкіну. У цей час скульптор працював над його пам'ятником для Москви. Опєкушин погодився зробити погруддя, точну копію частини своєї скульптури О. С. Пушкіна у повен зріст.
У 1881 році виконаний Опєкушиним погруддя поета доставили до Кишинева залізницею. Пізніше під наглядом скульптора було висічено гранітну колону з п'єдесталом. Спорудженням пам'ятника у 1881—1885 роках займалася спеціальна комісія. Одним із активних учасників кампанії зі встановлення пам'ятника був пушкініст О. Н. Шимановський . 26 травня 1885 року, у день народження поета за величезного збігу народу, пам'ятник був відкритий в одній з бічних алей парку. Як свідчать фотографії та гравюри того часу, пам'ятник спочатку був оточений ланцюгами. У середині 50-х років XX століття пам'ятник був перенесений до центру парку та встановлений на осі Алеї Класиків. Це був один із перших пам'ятників Пушкіну, що є точною копією верхньої частини статуї, встановленої в центрі Москви.
Географічні координати: 47°1′30.39″ пн. ш. 28°49′42.97″ сх. д. / 47.0251083° пн. ш. 28.8286028° сх. д.

## Демонтовані

### Пам'ятник Леніну
Встановлено на Центральній площі перед будівлею Будинку уряду (зараз Площа Національних Зборів) 11 жовтня 1949 року напередодні святкування 25-річчя утворення МРСР та створення Компартії Молдови. Виконаний із уральського червоного граніту. На високому постаменті з бронзовим написом «ЛЕНІН» височіє спрямована вперед фігура Володимира Ілліча Леніна. Навколо заснування пам'ятника було споруджено гранітний майданчик, який під час урочистостей служив урядовою трибуною. У 1991 році пам'ятник був перенесений на територію «Молдекспо» по вулиці Гіочеїлор 1 (з 1 липня 1996 по 2003 вільна економічна зона Expo-Business Chisinau) і встановлений перед дошкою пошани.
Автори — скульптор С. Меркуров, архітектори О. В. Щусєв та В. Турчанінов.

### Пам'ятник Димитрову
Пам'ятник Георгію Димитрову за радянських часів перебував перед Палацом культури профспілок Молдови на Ришканівці. Пам'ятник було встановлено у 1980 році. Нині перебуває на території вільної економічної зони «Молдекспо».
Автори — скульптор Н. Горьонишев, архітектор — Ю. Васильович.

### Погруддя Карла Маркса
Погруддя Карла Маркса було встановлено у 1966 році перед корпусом економічного факультету Кишинівського державного університету на бульварі Карла Маркса. Нині разом із пам'ятником Леніну, погруддям Димитрова та колишньою міською «Дошкою Пошани» перебуває на території вільної економічної зони «Молдекспо».
Скульптор А. Майко, архітектор Ф. Наумов.

### Меморіальний знак на честь Ф.Е.Дзержинського
Меморіальний знак на честь Ф. Е. Дзержинського був встановлений[коли?] ] перед спеціальною середньою школою міліції МВС СРСР ім. Дзержинського, що була вулицею його ж імені. Зараз вулиця зветься Асакі, а школа міліції перетворена на Академію ім. Штефана чел Маре МВС Республіки Молдова. Перед нею тепер встановлений знак на честь Штефана чел Маре.

### Пам'ятник Калініну
Пам'ятник Калініну було встановлено у 1977 році на проспекті Куйбишева (нині вулиця Каля Ешилор) перед адміністративним корпусом комбінату штучних шкір та гумотехнічних виробів.
Скульптор Н. Горьонишев, архітектор Н. Запорожан.
Пам'ятник М. Калініну демонтовано після Великих національних зборів 27 серпня 1991 року та проголошення Незалежності Молдови.

### Пам'ятник Маяковському
Пам'ятник Маяковському було встановлено біля ставка Валя-Морилор у однойменному парку. У 1990-ті роки пам'ятник Маяковському було знято з постаменту.